# سپیک
 سپیک رودی است به دریای بیسمارک می‌ریزد. این رود از کشور اندونزی می‌گذرد.

## نگارخانه

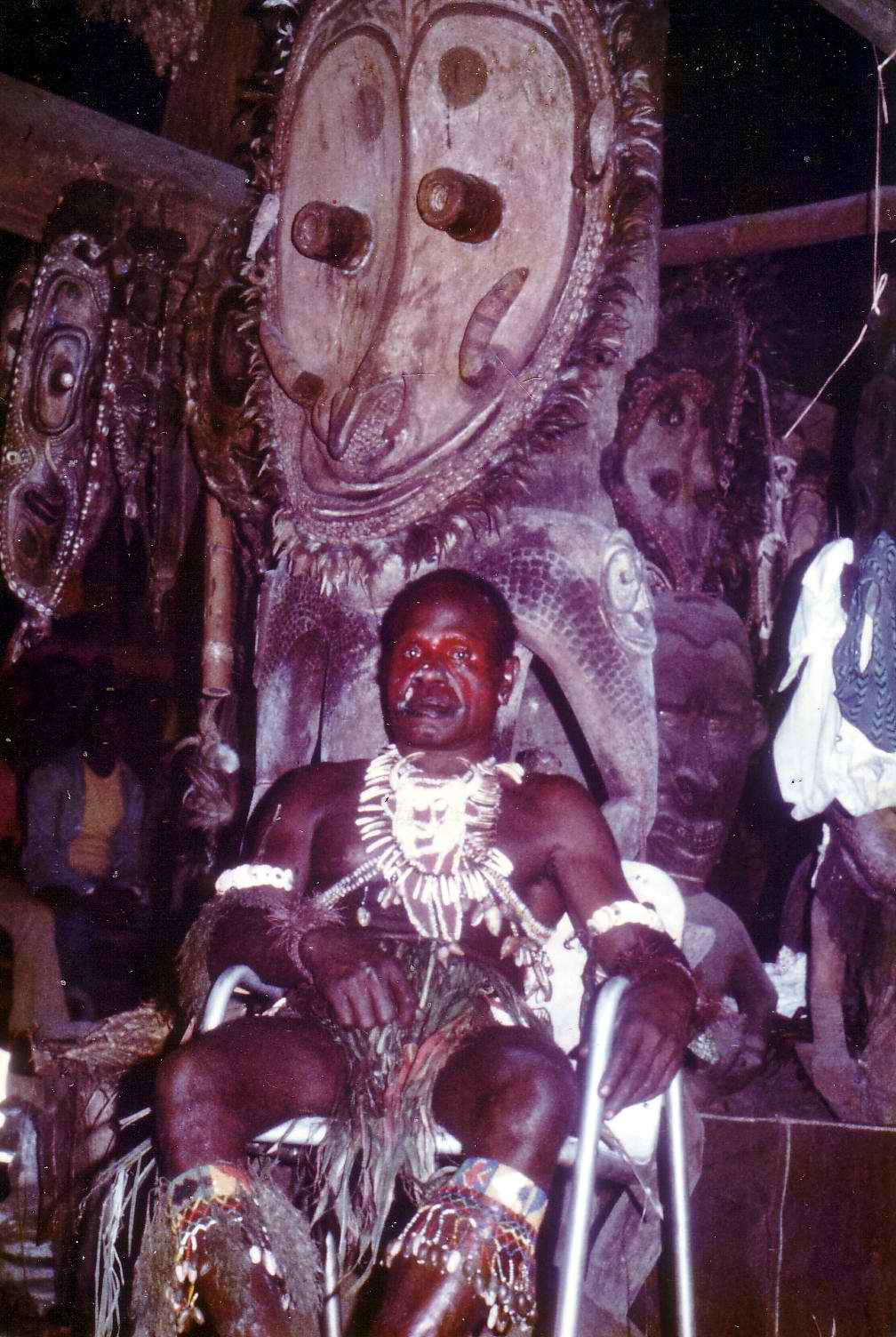
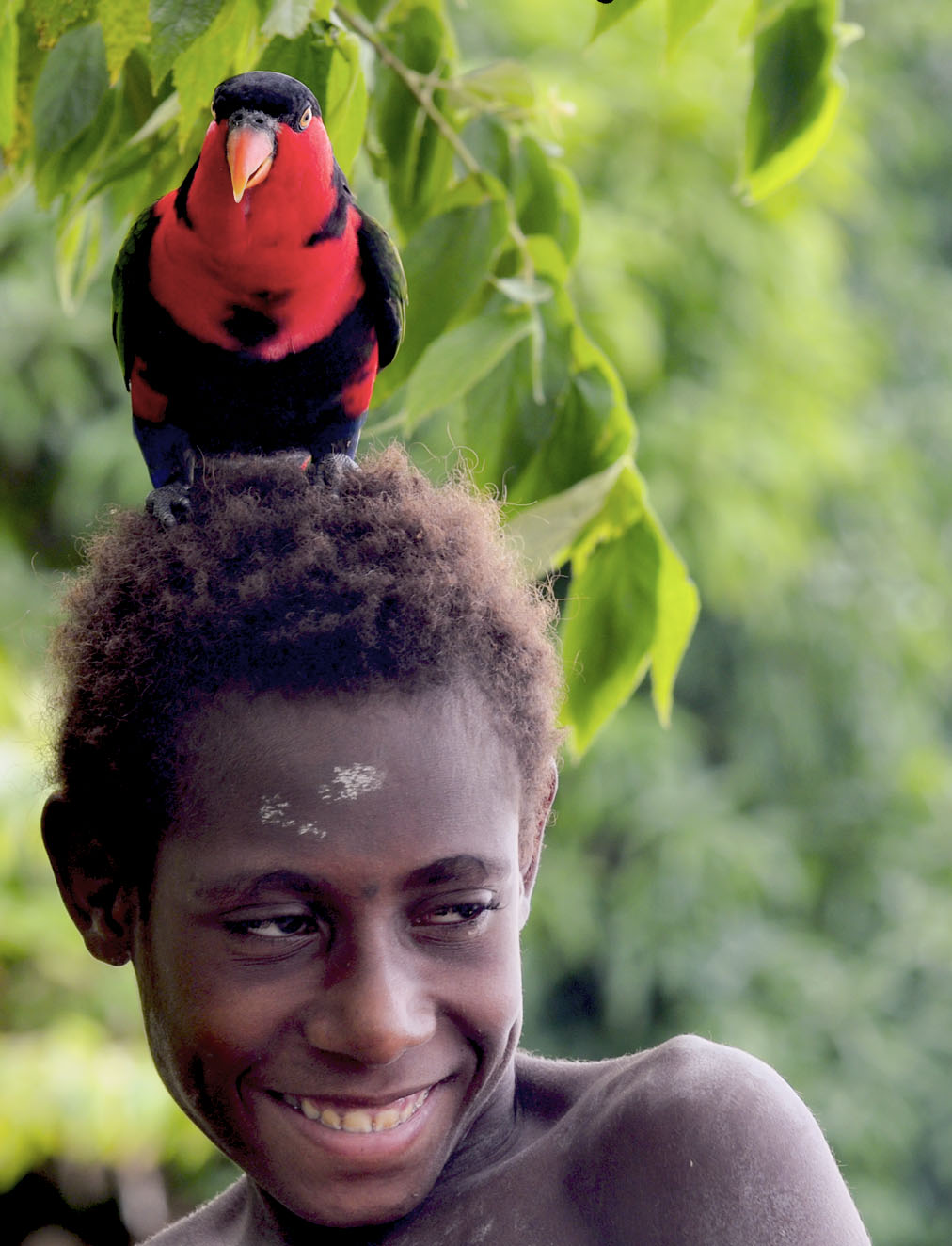
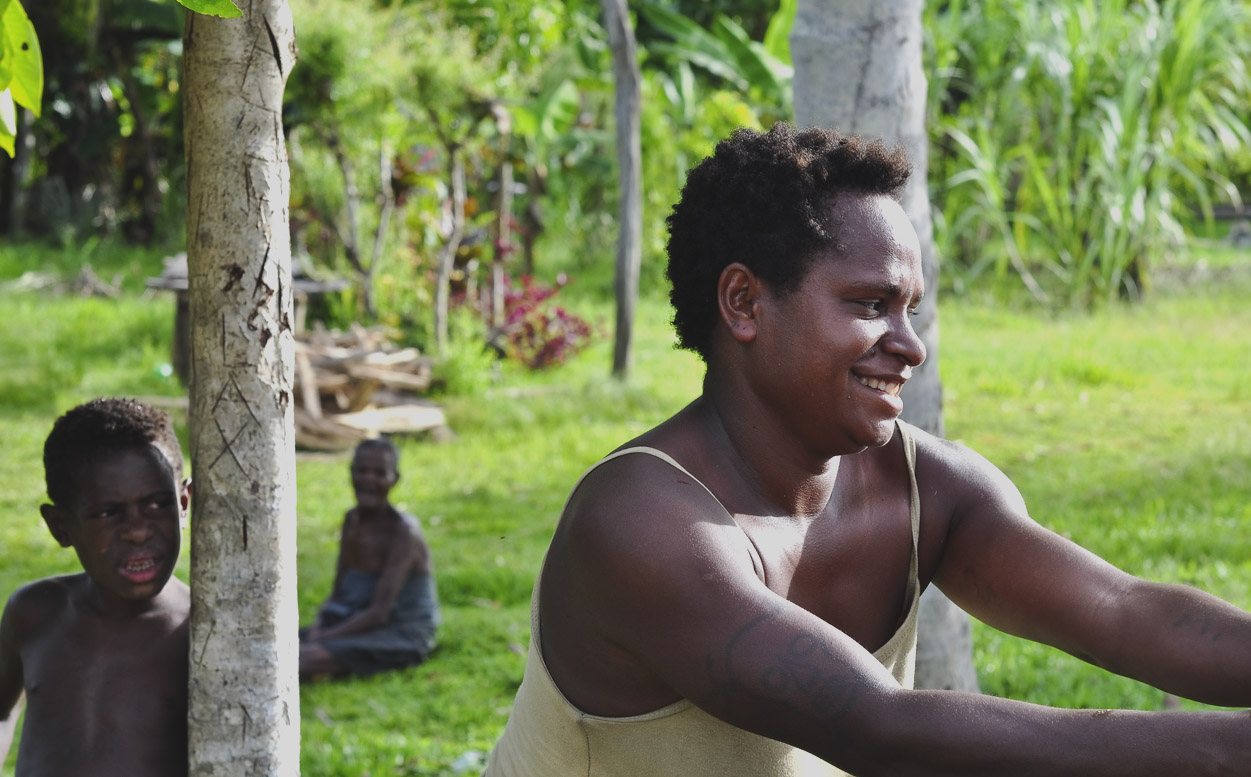